# Opalinea
Die Opalinea sind eine Gruppe von Einzellern aus der Gruppe der Stramenopilen.

## Merkmale
Die Vertreter sind einzellige Eukaryoten mit vielen Geißeln. Die Geißeln entspringen einem im Vorderteil gelegenen morphogenetischen Zentrum, Falx genannt, und bilden Längsreihen. Zwischen den Geißelreihen liegen Längsrippen der Pellicula, die durch Mikrotubuli-Bänder gestützt werden. Eine Zelle enthält zwei bis viele gleichartige Zellkerne. 
Die Opalinea haben einen komplexen Lebenszyklus, bei dem die Geschlechtsvorgänge durch Hormone des Wirtes ausgelöst werden und die mit dem Lebenszyklus des Wirtes zusammenhängen. Die Arten leben als Endobionten in Amphibien und manchen Fischen.

## Systematik
Die Opalinea sind eine der Gruppen der Stramenopile und innerhalb dieser der Opalinata. Zu ihnen werden folgende Gattungen gezählt: 
- Cepedea
- Opalina
- Protoopalina
- Proteromonas
- Zelleriella